# Ronja. La figlia del brigante
Ronja. La figlia del brigante è un libro per ragazzi del 1981 della scrittrice svedese Astrid Lindgren, autrice di Pippi Calzelunghe.

## Trama
Da quando è nata, Ronja vive in un maestoso castello diroccato con sua madre Lovisa e suo padre, il brigante Matteo. La sua vita è inoltre allietata da un gruppo di allegri briganti amici del padre e sempre affettuosi con lei.
Il castello è circondato da una foresta popolata da pericolosi animali fiabeschi e per questo Matteo ha sempre impedito a Ronja di uscire di casa. Quando la ragazza diventa grande però, ottiene finalmente dal padre il permesso di andare da sola nella foresta, così può esplorare il magico mondo che circonda il castello e che lei non ha mai potuto vedere e assapora per la prima volta il gusto della libertà. Quando nel suo girovagare incontra casualmente Birk e gli salva la vita, inizierà con lui una storia di amicizia e di amore, e poco importa se Birk è il figlio del brigante Borka, nemico giurato di Matteo.

## Adattamenti

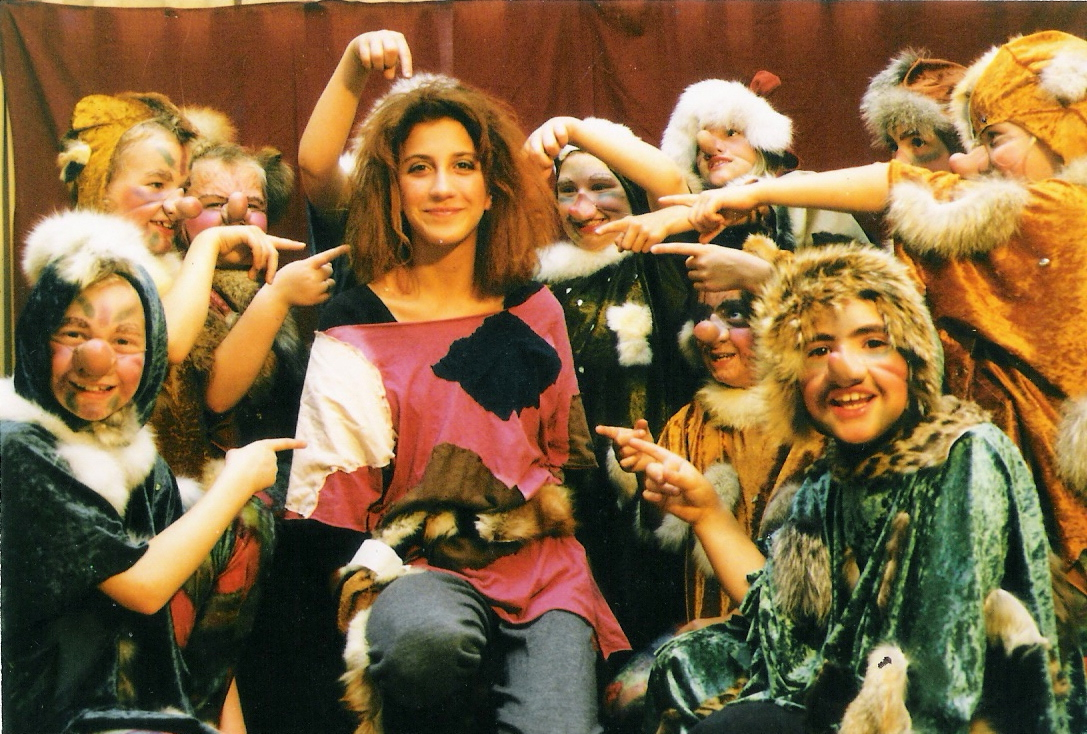
Ronja nel musical

### Film
Nel 1984 il romanzo è stato trasposto nel film fantasy Ronja Rövardotter diretto dal regista svedese Tage Danielsson e sceneggiato dalla stessa Astrid Lindgren. Il film, con più di 1,5 milioni di spettatori, è stato campione svedese di incassi del 1984 e ha vinto l'Orso d'Argento al Festival internazionale del cinema di Berlino del 1985.

### Musical
Nel 1994 dal libro è stato tratto il musical tedesco Ronja Räubertochter, scritto da Axel Bergstedt e con un cast di più di un centinaio di persone tra attori e musicisti.

### Teatro
Nel 1993 e nel 2004 a Balve e nel 2006 a Oberkirch in Germania, è stato allestito uno spettacolo teatrale ispirato al romanzo, con l'adattamento in lingua tedesca di Barbara Hass e la direzione musicale di Ralf Linke.

### Anime
A partire dal 31 agosto 2014 sul network giapponese NHK è stata trasmessa Ronja, la figlia del brigante, una serie televisiva in animazione CGI prodotta da Dwango, NHK Enterprises, Polygon Pictures e Studio Ghibli. La serie anime di 26 episodi è diretta da Gorō Miyazaki e sceneggiata da Hiroyuki Kawsaki.

## Edizioni
- Astrid Lindgren, Ronja. La figlia del brigante, traduzione di Mona Fantoni Attmark, 10ª ed., Milano, Mondadori, 1998, ISBN 978-88-04-44596-8.